# Островски окръг (Великополско войводство)
Островски окръг (на полски: Powiat ostrowski) е окръг в Централна Полша, Великополско войводство. Заема площ от 1160,12 км2. Административен център е град Остров Велкополски.

## География
Окръгът се намира в историческия регион Великополша. Разположен е в югоизточната част на войводството.

## Население
Населението на окръга възлиза на 160 831 души (2012 г.). Гъстотата е 139 души/км2.

## Административно деление
Административно окръгът е разделен на 8 общини.
Градска община:
- Остров Велкополски

Градско-селски общини:
- Община Нове Скалмежице
- Община Одолянов
- Община Рашков

Селски общини:
- Община Остров Велкополски
- Община Пшигоджице
- Община Сошне
- Община Шерошевице

## Галерия
- Одолянов
- Остров Велкополски
- Нове Скалмежице
- Рашков